# بافتان (سرآب)
بافتان این روستا شامل حدود ۲۰۰ خانوار با جمعیتی معادل ۱۲۰۰ نفر می‌باشد.
روستائی خوش آب و هوا که اکثریت جمعیت آن به کشاورزی اشتغال دارند.
در سال ۱۳۶۵ سدی به گنجایش حدود ۶ میلیون مترمکعب در این روستا احداث گردید که نقش مهمی در رونق کشاورزی در این روستا داشته است.
از میان این روستا یک مسیل می‌گذرد که در فصل بهار در آن آب جاری شده و جلوه ویژه ای به این روستا می‌دهد. این مسیل توسط یک کانال انحرافی بخض اصلی آی سد بافتان را تأمین می‌کند و پس از عبور از میان روستا به رودخانه آجی چای می‌ریزد.
همچنین چشمه‌های فراوانی در اطراف روستا وجود داردکه در ماه‌های اردیبهشت و خرداد جلوه ای بهشت گونه به این روستا می‌دهد.